# Józef Elsner

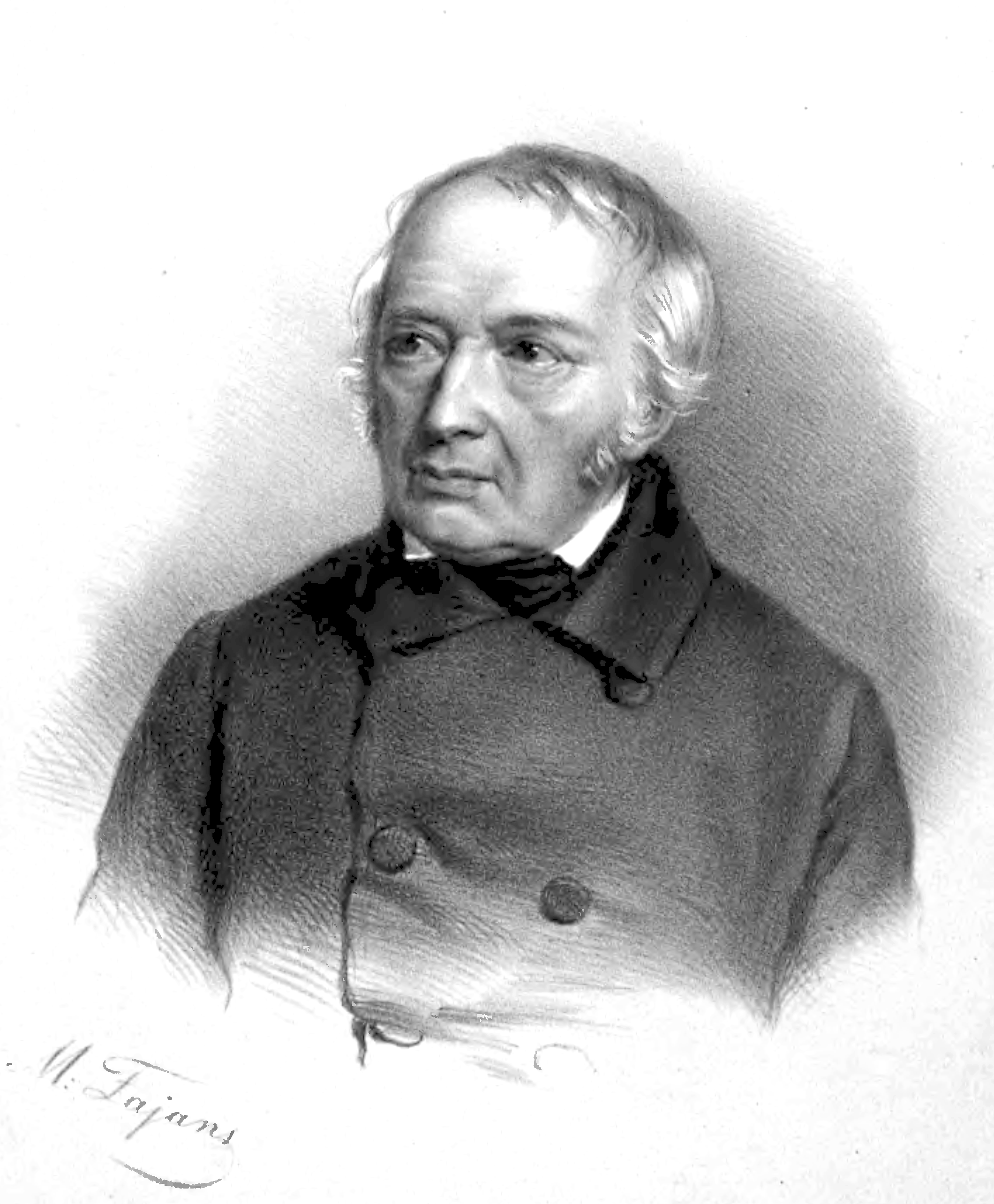
Portret van Józef Elsner door Maksymilian Fajans

Józef Antoni Franciszek Elsner (Grodków, 1 juni 1769 - Warschau, 18 april 1854) was een Pools componist, muziekleerkracht en muziektheoreticus.
Hij componeerde honderdtwintig symfonische, vocale, instrumentale werken en kamermuziek, en achtendertig operas. Hij is ook gekend als de voornaamste leerkracht piano van de jonge Frédéric Chopin. Chopin droeg de Piano Sonata No. 1 in C minor, Op. 4 die hij schreef in 1828, in de periode dat Elsner hem les gaf, aan zijn leraar op.
In 1799 werd hij de eerste dirigent van het Teatr Narodowy in Warschau, wat hij onderbroken door enkele reizen tot 1824 zou blijven.
- Bibliothèque nationale de France: cb13559748k (data)
- CiNii: DA09735039
- Gemeinsame Normdatei: 118688855
- International Standard Name Identifier: 0000 0001 1042 6935
- Library of Congress Control Number: nr93027164
- Nationale Bibliotheek van Letland: 000317666
- MusicBrainz: e2277648-e276-4348-ac5a-14a564c8ad18
- Nationale Bibliotheek van Tsjechië: mzk2009539547
- Nationale Bibliotheek van Israël: 987007410223405171
- Nederlandse Thesaurus van Auteursnamen: 104173874
- Réseau des bibliothèques de Suisse occidentale: 02-A010214387
- SNAC: w6qf94tn
- Système universitaire de documentation: 113722281
- Virtual International Authority File: 19945913
- WorldCat: E39PBJcBRFfCfPfjJcmm6BGWDq